# Dorothea Angermann (Drama)
Dorothea Angermann ist ein Schauspiel in fünf Akten des deutschen Nobelpreisträgers für Literatur Gerhart Hauptmann, das 1925 entstand und  am 20. November 1926 im Wiener Theater in der Josefstadt unter Max Reinhardt mit Dagny Servaes in der Titelrolle uraufgeführt wurde. Ihren Ehemann Mario Malloneck spielte Oskar Homolka und den Vater Pastor Paul Angermann gab Ernst Stahl-Nachbaur. In den Münchner Kammerspielen (Regie: Julius Gellner), im Leipziger Schauspielhaus, im Thalia Theater Hamburg, in den  Vereinigten Stadttheatern Barmen-Elberfeld, im Staatstheater Braunschweig und an elf weiteren deutschsprachigen Bühnen wurde das Stück nahezu synchron als Ringuraufführung auf die Bühne gebracht.
Eine „junge Frau verliert wegen eines einzigen Fehltritts ihren Platz im bürgerlichen Leben und zerbricht am Konflikt ihrer Triebhaftigkeit und den verlogenen Moralbegriffen ihrer Umgebung“.

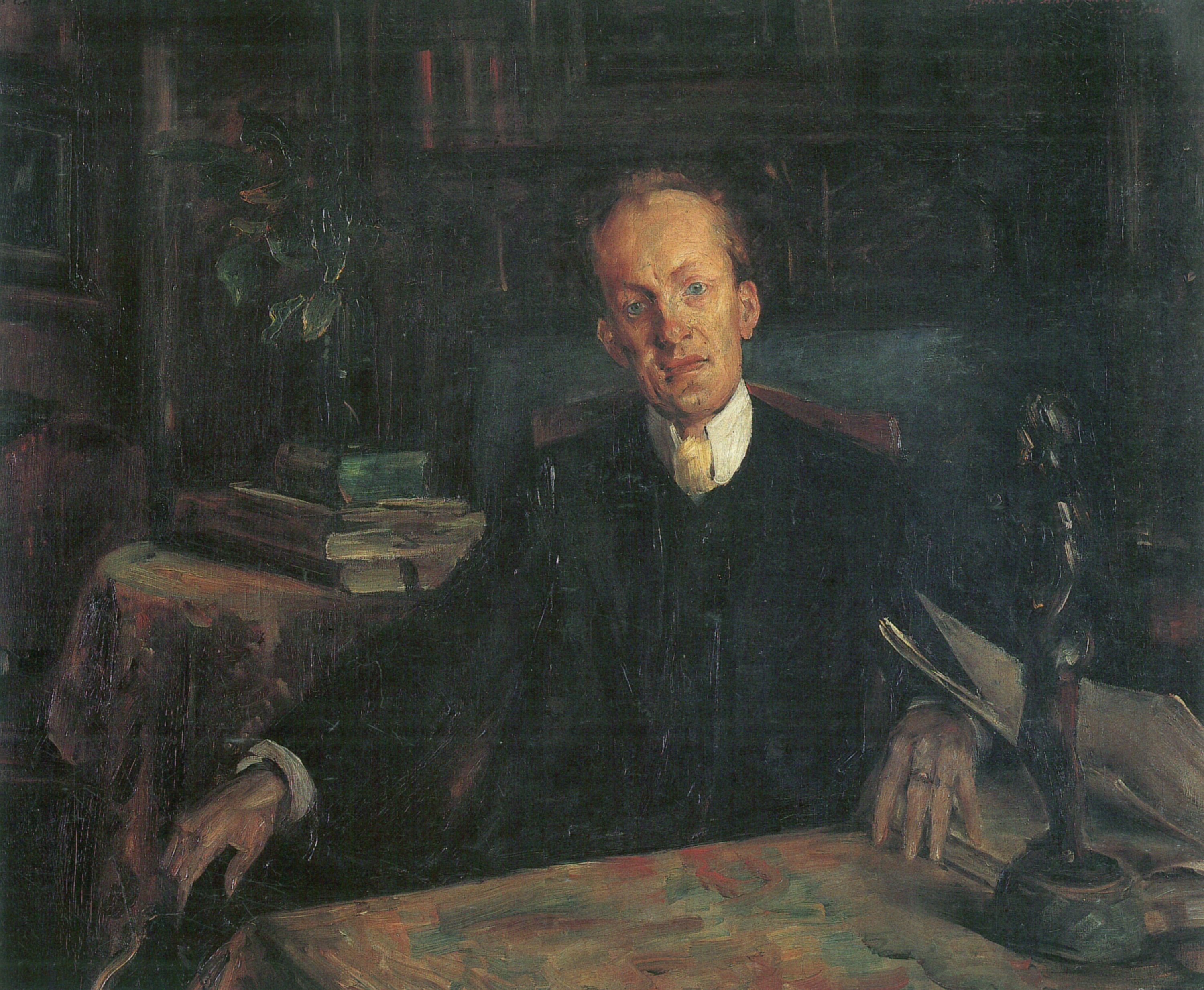
Gerhart Hauptmann auf einem Gemälde von Lovis Corinth anno 1900

## Inhalt
1
Der Germanist Dr. Herbert Pfannschmidt hat zusammen mit seinem Bruder Hubert den Gasthof Schwarzer Adler in dem schlesischen Badeort Bornwiese geerbt. Das junge Fräulein Dorothea, Tochter des 43-jährigen Gefängnispastors Paul Angermann in Liegnitz, hat bei dem um die 23 Jahre alten Küchenchef Mario Malloneck in diesem Gasthof das Kochen erlernt. Herbert macht der hübschen Dorothea einen Antrag. Sobald er in Breslau Professor und oberster Bibliothekar geworden ist, soll die Hochzeit sein. Dorothea stimmt nicht zu.
2

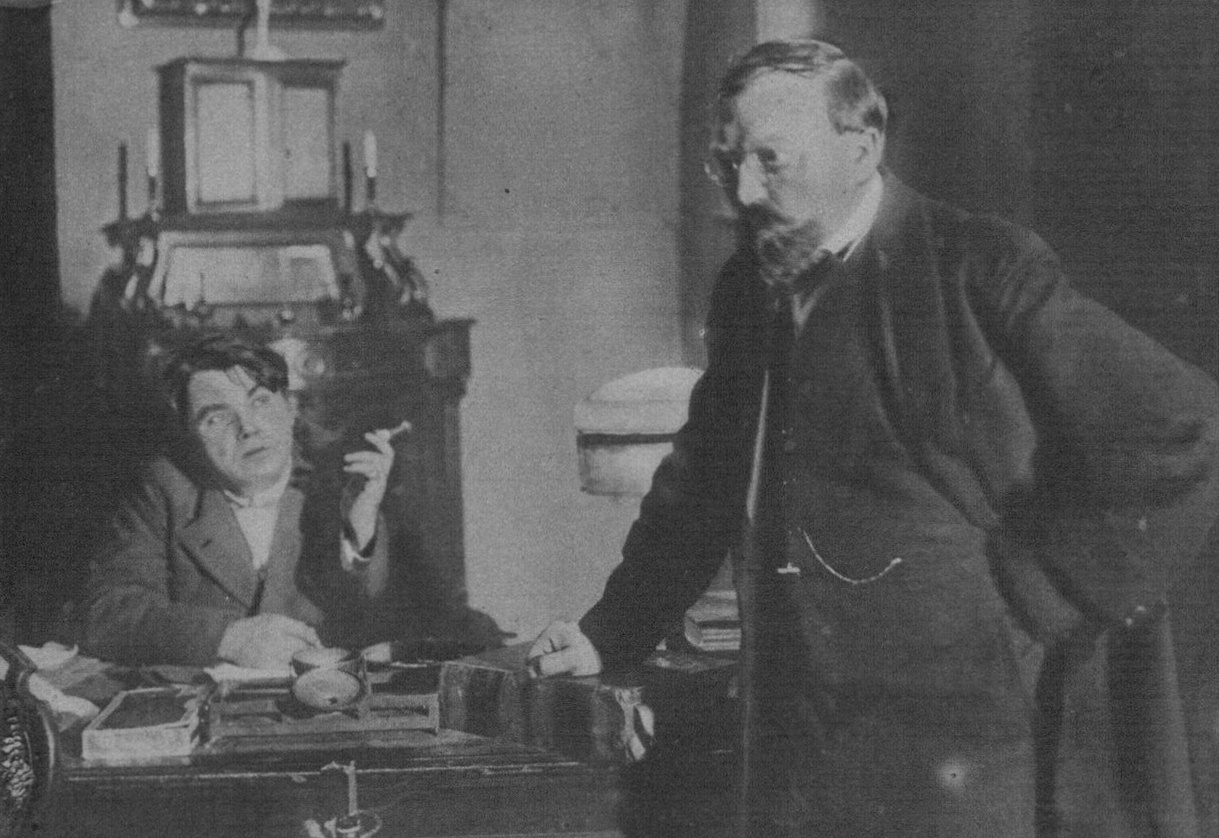
Szene aus der Inszenierung des Deutschen Theaters Berlin 1927 mit Oskar Homolka als Malloneck und Werner Krauß als Pastor Angermann

Prof. Dr. Herbert Pfannschmidt sucht den Pastor Angermann in seiner Liegnitzer Dienstwohnung auf und bittet ihn um die Hand seiner Tochter Dorothea. Der Vater sagt erfreut Ja. Dorothea muss ablehnen. Mario Malloneck, ihr Ausbilder am Herd, hat sie geschwängert. Der Pastor ist außer sich. Dorothea, seine Tochter aus erster Ehe, muss ihren Verführer heiraten. Malloneck wird mit Geld abgefunden. Die zwölftausend Mark stammen aus Dorotheas Erbe. Einzige Bedingung des Pastors: Das Paar muss nach der Trauung mit dem nächsten Dampfer nach Amerika auswandern. Dabei ist der herzlose Angermann alles andere als ein Kostverächter. Nach dem Tod seiner ersten Frau hat der Pastor mit seiner 19-jährigen zweiten Frau Cläre einen Säugling.
3
Ein Jahr später in Meriden/Connecticut: Herberts Bruder, der fast 40-jährige Hubert Pfannschmidt, hat in den Staaten alles falsch gemacht. Er nagt mit Ehefrau und Kinderschar am Hungertuch. Dorothea hat Huberts Adresse zufällig erfahren und sucht ihn auf. Sie erzählt, ihr Ehemann habe sie in Amerika „auf die Straße gejagt“; sie musste Geld beschaffen. Malloneck hat das ererbte Vermögen längst durchgebracht. Dorothea verlässt Huberts Familie „überraschend schnell“. Sie bricht auf der Straße zusammen und wird ins Hospital des Armenhauses gebracht.
Herbert sucht den Bruder auf und bringt gute Nachricht. Die elterlichen Vermögenswerte werden auch Hubert ein Auskommen in Deutschland gestatten. Hubert, in seinem Heimweh, schwärmt von der schönen deutschen Ortschaft Wildungen. Herbert gefällt die Arbeit in der Breslauer Bibliothek. Wahrscheinlich wird er eine Breslauer Stadtratstochter heiraten.
4
Reichlich fünf Wochen später erscheint Malloneck in Huberts Meridener Wohnung und will die Adresse seiner Ehefrau erfahren. Malloneck geht unverrichteter Dinge. Herbert und Dorothea treten auf. Herbert gesteht Dorothea, er sei ihretwegen nach Amerika gereist. Dorothea beichtet ihm, sie habe während der anstrengenden Überfahrt eine Fehlgeburt gehabt. Das Paar umarmt sich; setzt sich innig umschlungen auf den Diwan. Hubert kommt herein und gibt zu bedenken, der Bruder umarme gerade eben eine verheiratete Frau.
Malloneck taucht auf. Irgendein Vergleich kommt für ihn nicht in Frage. Er will seine Frau abholen. Nach verbalen Entgleisungen der beiden Parteien fallen die Brüder Pfannschmidt über Malloneck her. Dorothea trennt die Männer und stellt sich auf die Seite ihres Ehemannes. Den verdutzten Herbert ernüchtert sie mit dem Geständnis, sie sei „ein Bündel aufgepeitschter dunkler Triebe“ und habe „brünstige Sehnsucht nach Vernichtung“.
5
Hubert Pfannschmidt, acht Monate später, mit seiner Familie in einem kleinen Anwesen mit Garten in der Nähe von Hamburg lebend, leidet an einer Geschlechtskrankheit. Er hat Dorothea in seine Familie aufgenommen. Dorothea berichtet ihm, Malloneck sei „unter Morphium eingeschlafen“.
Dorotheas Vater reist an. Der Pastor will nach dem Rechten sehen. Herbert kommt hinzu. Er hat die Breslauerin geheiratet und nimmt Glückwünsche entgegen. Denn er wird Vater werden.
Als der Pastor seiner Tochter Dorothea wiederum die Schuld an ihrer Lage gibt und sich für unschuldig hält, bekennt sie: „Ich selbst habe einen Menschen getötet, und zu mehreren ähnlichen Taten war ich zum mindesten Mitwisserin!“ Daraufhin will sie der Vater in eine geschlossene Anstalt stecken lassen. Dorothea nimmt sich das Leben. Prof. Dr. Herbert Pfannschmidt verlässt Hamburg. Er wird in Breslau zu einer Sitzung erwartet.

## Weitere Premieren
- 14. Februar 1939, Deutsches Theater (Berlin) mit Paula Wessely in der Titelrolle.

## Verfilmung
- 22. Januar 1959, BRD: Dorothea Angermann. Spielfilm von Robert Siodmak mit Ruth Leuwerik in der Titelrolle

## Rezeption
- 1926, Alfred Polgar meint, der Stoff sei nicht mehr zeitgemäß: „Väter, die die Tochter zugrunde richten, um deren Ehe zu reparieren, spielen auf dem Theater, das uns angeht, nicht mehr mit.“[8] Herbert Ihering nennt die mit Werner Krauß und Helene Thimig besetzte Berliner Uraufführung unter Max Reinhardt am Deutschen Theater anno 1927[9] gar respektlos einen „Museumsabend“.[10]
- 1926, Heinrich und Thomas Mann hätten nach Protesten während der Münchner Erstaufführung Gerhart Hauptmann vor Gegnern in Schutz genommen.[11]
- Harry Graf Kessler meint, der zweite und fünfte Akt mit den Auftritten des Pastors sei „bitterster und menschlichster Hauptmann“.[12]
- 1952, Mayer lobt: „… die Herzenshärte und hinter salbungsvollen Reden spürbare Unmenschlichkeit Pastor Angermanns sind vom Dichter mit großer  Kraft und Lebensechtheit geschildert.“[13]
- 1954, Fiedler bemerkt den gesellschaftskritischen Impetus: „So wird z. B. die Ehe – ihrem Sinne nach ein Bund von Liebenden – als Deckmantel gebraucht, um eine bedauerliche, moralische Entgleisung zu legitimieren und zu verewigen. Ein Geistlicher, als Sendling froher Botschaft, verbindet seine Tochter mit einem verkommenen Subjekt und besiegelt damit ihren Untergang.“[14] „Der Schuft [Malloneck] steht auf gesetzlichem Boden, die wahre Liebe muß sich aber der bürgerlichen Moral beugen.“[15] Und zum Tragischen sowie zu der hier unkonventionell-unbekümmerten Hauptmannschen Figurenführung heißt es bei Fiedler treffend: „Dorothea ist eine Hörige, die sich von ihrem Mann in die Gassen der Unterwelt treiben lässt, in der ersten Aufwallung die rettende Hand eines geliebten Menschen ergreift, um wenige Minuten später ohne jede Motivierung in ihre elende Existenz zurückzusinken.“[16]
- 1995, Leppmann nennt autobiographische Bezüge. Hauptmann hat als Jugendlicher bei dem Gefängnisgeistlichen Gauda in Breslau gewohnt und als Erwachsener, genauer 1894, Alfred Ploetz in Meriden besucht.[17]
- 1998, Marx beanstandet die Glaubwürdigkeit besonders der Amerika-Passagen: „Die grotesken Zufälle, die Hauptmann vorsieht, um die Handlung ihrem Ende entgegenzutreiben, gehören zu den ästhetischen Schwächen des Stücks.“[18] Zudem sei Herbert Pfannschmidt nicht der Kerl, der Dorothea dem Unhold Malloneck entreißen könnte. Der weltfremde Professor wolle in Dorothea das „unschuldsvolle Pastorskind“ sehen.[19]

### Buchausgaben
Erstausgabe:
- Dorothea Angermann. Schauspiel. S. Fischer, Berlin 1926[20]

Verwendete Ausgabe:
- Dorothea Angermann. Schauspiel. S. 387–497 in Gerhart Hauptmann: Ausgewählte Dramen in vier Bänden. Bd. 3. 617 Seiten. Aufbau-Verlag, Berlin 1952

### Sekundärliteratur
- Gerhart Hauptmann: Ausgewählte Dramen in vier Bänden. Bd. 1. Mit einer Einführung in das dramatische Werk Gerhart Hauptmanns von Hans Mayer. 692 Seiten. Aufbau-Verlag, Berlin 1952
- Dorothea Angermann (Schauspiel) S. 32–38 in Ralph Fiedler (* 1926 in Berlin-Röntgental): Die späten Dramen Gerhart Hauptmanns. Versuch einer Deutung. 152 Seiten. Bergstadtverlag Wilhelm Gottlieb Korn, München 1954
- Wolfgang Leppmann: Gerhart Hauptmann. Eine Biographie. Ullstein, Berlin 1996 (Ullstein-Buch 35608), 415 Seiten, ISBN 3-548-35608-7 (identischer Text mit ISBN 3-549-05469-6, Propyläen, Berlin 1995, untertitelt mit Die Biographie)
- Friedhelm Marx: Gerhart Hauptmann. Reclam, Stuttgart 1998 (RUB 17608, Reihe Literaturstudium). 403 Seiten, ISBN 3-15-017608-5
- Peter Sprengel: Gerhart Hauptmann. Bürgerlichkeit und großer Traum. Eine Biographie. 848 Seiten. C.H. Beck, München 2012 (1. Aufl.), ISBN 978-3-406-64045-2